# Frenaros FC 2000
Il Frenaros FC 2000 (gr. Φρέναρος FC 2000) è una società calcistica cipriota con sede nella cittadina di Frenaros, nel distretto di Famagosta; fondata nel 2000, partecipa alla Terza Divisione.

## Palmarès

### Competizioni nazionali
- D' Katīgoria: 1

2004-2005